# バサ
バサ（スペイン語: Baza）は、スペイン・アンダルシア州グラナダ県のムニシピオ（基礎自治体）。

## 歴史

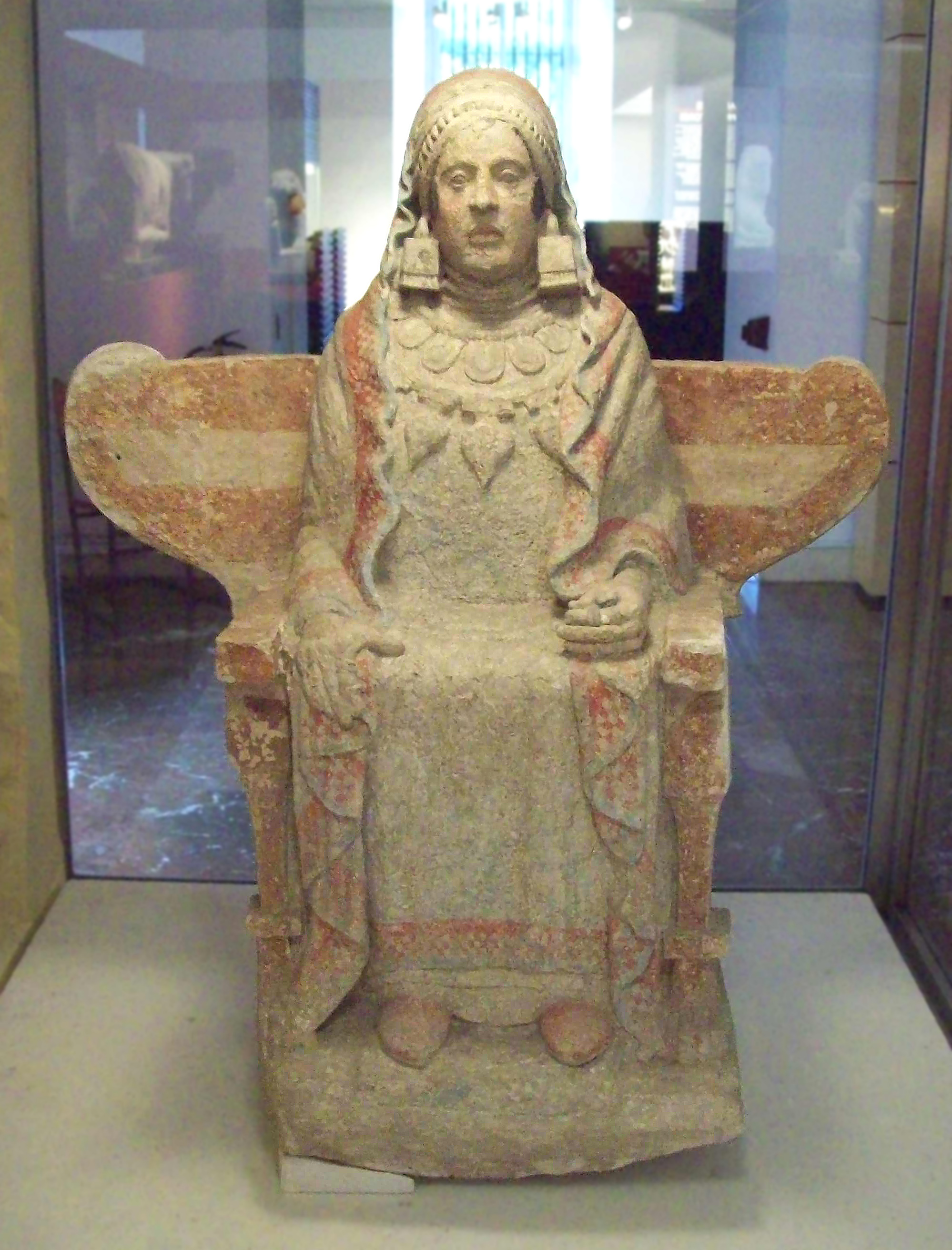
バサの貴婦人

バサの名は、ローマ人がつけたバスティ(Basti)に由来するが、この名は明らかにイベリア人の時代から知られていた。古代にはバステタニア(Bastetania)、バスティタニア(Bastitania)とこの地域が呼ばれていたからである。1971年、イベリア文化の存在を示すバサの貴婦人が、古代バスティのネクロポリスから発掘された。ローマ時代のバスティは、ヒスパニア・タッラコネンシスに属する商業中心地だった。306年にはキリスト教の司教座が置かれ、サン・マクシモ教会は西ゴート王国時代にも聖堂が置かれた伝統的な位置を占めていた。
アラブ支配時代には、聖堂はモスクに変えられた。都市の名も変えられ、medina BasthaまたはBatzaと呼ばれていた。やがて太守国が乱立するようになると、ムルシアの太守国との国境の地となった。グラナダ王国時代は、人口50,000人を抱える、王国の主要都市であった。1489年、7ヶ月もの頑強な抵抗の末、バサはカスティーリャ女王イサベルに降伏した。

## 経済
サービス業が主体となっている。農業では、オオムギ、オリーブ、アーモンドが栽培されている。食肉や食肉加工品製造も盛んで、県外へ運ばれている。